# 林英哲
林 英哲（はやし えいてつ、1952年2月2日 - ）は、日本の太鼓奏者、作曲家。

## 来歴・人物
広島県庄原市東城町出身。実家は真言宗御室派の寺院で、8人兄弟の末っ子である。広島県立東城高等学校を卒業後の1970年（昭和45年）に、美大を目指して上京した。翌1971年（昭和46年）に「佐渡・鬼太鼓座」の創設に誘われて参加。「鼓童」の創設にも関わり、11年間のグループ活動を経た1982年にソロ奏者（ソリスト）として独立した。
1984年（昭和59年）にはオーケストラ曲『交響的変容』（水野修孝作曲）で、和太鼓ソリストとして初となるカーネギー・ホール（マンハッタンのコンサートホール）での演奏を果たした。
若手和太鼓奏者と組んだ「英哲風雲の会」というユニットでの活動もある。1995年（平成7年）のテレビCMにおける出演者からの選抜メンバーが、ルーツだという。
洗足学園音楽大学で客員教授も務める。
2013年（平成25年）4月10日、出身地の広島県庄原市より市民栄誉賞を受賞、2022年（令和４年）、福岡市より福岡アジア文化賞大賞、秋の叙勲で旭日小綬章受章。

## 著書
- 林英哲『あしたの太鼓打ちへ』晶文社、1992年11月1日。ISBN 978-4794960986。 NCID BN08635872。
- 林英哲『太鼓日月 独走の軌跡』講談社、2012年11月9日。ISBN 978-4062180528。 NCID BB1087388X。
- 林英哲『あしたの太鼓打ちへ 増補新装版』羽鳥書店、2017年10月25日。ISBN 978-4904702680。 NCID BB24965942。